# Американская история ужасов: Нью-Йорк
«Американская история ужасов: Нью-Йорк» (англ. American Horror Story: NYC) — одиннадцатый сезон американского телесериала-антологии «Американская история ужасов», созданный для телеканала FX Райаном Мёрфи и Брэдом Фэлчаком. Его премьера состоялась 19 октября 2022.

## Сюжет
В 1981 году в Нью-Йорке происходит серия убийств, направленных против гей-сообщества, что вызывает ненависть к бездействующей полиции Нью-Йорка. Детектив Патрик Рид (Рассел Тови) и его напарник, репортер Джино Барелли (Джо Мантелло), ради которого Рид бросил свою бывшую Барбару (Лесли Гроссман), начинают расследование. Однако их разные мнения о том, как подходить к расследованию, приводят к разрыву в их отношениях. К Риду и Барелли присоединяется Адам Карпентер (Чарли Карвер), чей друг пропал без вести. Поиски Карпентера приводят его к связи с фотографом Тео Грейвсом, хотя это вызывает ревность со стороны токсичного партнера Грейвса — Сэма (Закари Куинто). Тем временем доктор Ханна Уэллс (Билли Лурд) исследует новую болезнь, распространяющуюся с острова Файр-Айленд, а певица кабаре Кэти Пиццаз (Пэтти Люпон) справляется с уменьшающейся аудиторией в местной бане.

## Актёрский состав

### Главные роли
- Джо Мантелло — Джино Барелли
- Рассел Тови — Патрик Рид
- Айзек Пауэлл — Тео Грейвз
- Билли Лурд — Доктор Ханна Уэлс
- Лесли Гроссман — Барбара Рид
- Закари Куинто — Сэм
- Денис О’Хэр — Генри
- Чарли Карвер — Адам Карпентер
- Сандра Бернхард — Фрэн
- Пэтти Люпон — Кэти Пиззес

### Второстепенные роли
- Сис — Данауэй
- Джефф Хиллер — Мистер Уайтли
- Мэттью Уиллиям Бишоп — Большой Папочка (Биг Дедди)
- Кэл Пенн — Капитан Мак Марзара
- Кайл Белтран — Моррис
- Ребекка Дайан — Алана

## Эпизоды
| № общий | № в сезоне | Название                                                 | Режиссёр       | Автор сценария                        | Дата премьеры   | Произв. код | Зрители США (млн) |
| --- | ---------- | -------------------------------------------------------- | -------------- | ------------------------------------- | --------------- | ----------- | ----------------- |
| 114 | 1          | «Что-то приближается» «Something's Coming»               | Джон Дж. Грей  | Райан Мёрфи и Брэд Фэлчак             | 19 октября 2022 | BATS01      | 0,38              |
| В 1981 году местный репортер New York Native Джино Барелли пытается получить от своего парня детектива Патрика Рида информацию о серии убийств, направленных против геев. Патрик отказывается быть источником Джино из-за страха быть раскрытым полицией. Позже, в баре, который, по мнению Джино, часто посещает убийца, коллекционер сюрреалистического искусства Генри рассказывает Джино о подозрительном завсегдатае со склонностью к коктейлю «Май Тай». После этого Джино накачивают наркотиками и захватывает неизвестный нападавший. Тем временем сосед Адама Карпентера по комнате исчезает в Центральном парке, и за ним следует человек в коже. Адам находит фотографию этого человека и разыскивает фотографа Тео Грейвса. Тео уверяет Адама, что человек на фотографии, Большой Папочка, мертв уже два года. На острове Файер, пытаясь сдержать новый вирус, открытый доктором Ханной Уэллс, патрульные расстреливают и убивают стадо оленей. |            |                                                          |                |                                       |                 |             |                   |
| 115 | 2          | «Спасибо за вашу службу» «Thank You For Your Service»    | Макс Уинклер   | Нед Мартел, Чарли Карвер и Мэнни Кото | 19 октября 2022 | BATS02      | 0,28              |
| Похититель Джино, мистер Уайтли, освобождает его, заметив татуировку морского пехотинца Джино. На следующий день мистер Уайтли посещает офис доктора Уэллса в расстройстве из-за неизлечимой сыпи. Джино рассказывает Адаму о своем захвате и подчеркивает, что полиция им не поможет. Адам убеждает его создать номер телефона, по которому люди могут звонить с советами. Обеспокоенная убийствами, бывшая жена Патрика Барбара дарит Джино коробку с BDSM-принадлежностями, которую Патрик спрятал. Полиция преследует Адама за листовки, высмеивающие бездействие полиции. Той ночью Адам переживает зловещие события в метро и на вечеринке на складе. Джино и Патрик идут в кожаный бар, чтобы высмотреть убийцу. Мистер Уайтли заказывает мужчине «Май Тай», наносит ему удар в шею и исчезает. Недавно нанятая коренная писательница Фрэн встречается с доктором Уэллсом и утверждает, что правительство США несет ответственность за вирус. Бойфренд Тео, богатый куратор эротического искусства Сэм Джонс, держит молодого человека в клетке. Полиция обнаруживает части тел жертв в переулке, подвешенные на мясных крюках. |            |                                                          |                |                                       |                 |             |                   |
| 116 | 3          | «Дымовые сигналы» «Smoke Signals»                        | Джон Дж. Грей  | Брэд Фэлчак и Мэнни Кото              | 26 октября 2022 | BATS03      | 0,38              |
| Фрэн уточняет, утверждая, что вирус — биологическое оружие. Заключенный Сэма, Стюарт, сбегает. Патрик допрашивает Сэма, который настаивает, что все было по обоюдному согласию. Звонок от мистера Уайтли приводит Патрика на вечеринку на складе. Там он следует за запряженным мужчиной в заднюю комнату и бьет его плетью. Адам и Тео идут на свидание в клуб Ascension, где Адам настаивает, что Большой Папочка все еще жив. Уайтли заказывает Адаму «Май Тай», прежде чем Большой Папочка запечатывает двери бара и поджигает клуб коктейлем Молотова. Доктор Уэллс берет кровь у Адама и Уайтли для анализа. Джино и Патрик гоняются за Уайтли по больнице. Уайтли удерживает Джино в морге и запирает его в морозильном ящике. |            |                                                          |                |                                       |                 |             |                   |
| 117 | 4          | «Затемнение» «Black Out»                                 | Дженнифер Линч | Нед Мартел и Чарли Карвер             | 26 октября 2022 | BATS04      | 0,28              |
| Сбои в электросети вызывают отключения электроэнергии по всему городу. Патрик спасает Джино из морга. Джино умоляет Кэти, владелицу местной бани, дать показания об убийствах туземцам. Ганса, ведущего вечеринок на складе, находит мертвым его друг Дэниел. Тео расстается с Сэмом ради Адама. Сэм перехватывает Адама на улице и забирает его, чтобы покатать. Он заявляет, что Тео он надоест. Патрик выходит к капитану Марзаре. Опасаясь, что он может быть убийцей, Барбара показывает Джино кожаную маску Патрика. Уайтли звонит Патрику на станцию, называя его по имени. В Центральном парке Большой Папочка охотится на Патрика с цепной булавой. На вечеринке по случаю отключения электроэнергии на складе Адам и Дэниел призывают других организоваться. Умоляя о правде, Джино противостоит Патрику с маской и теряет сознание. Дэниел и его друг следуют за Уайтли в его жилой комплекс. Все трое находятся в лифте, когда отключается электричество, и Уайтли размахивает ножом. |            |                                                          |                |                                       |                 |             |                   |
| 118 | 5          | «Неудача» «Bad Fortune»                                  | Пэрис Баркли   | Our Lady J и Дженнифер Солт           | 2 ноября 2022   | BATS05      | 0,27              |
| Кэти нанимает Фрэн для предсказания судьбы в ее магазине таро. Ханна, Адам и Тео посещают магазин, и всем троим выпадает карта смерти. Джино посещает его и предсказывает свою судьбу. Появляется Шахат, Ангел Смерти, и призывает его поцеловать ее. Тем временем Ханна посещает врача и обнаруживает, что у нее низкий уровень эритроцитов в крови. Она признается Адаму, что у него и других жертв пожара в клубе Ascension также низкий уровень эритроцитов в крови. Большой Папочка нападает на Патрика в квартире Барбары, а затем душит Барбару до смерти. Мистер Уайтли раскрывает свой окончательный план: продемонстрировать тело, сделанное из разных жертв, на предстоящем параде гордости, чтобы показать свое презрение и пренебрежение к тому, что он считает ложным чувством общности и товарищества в гей-сообществе. |            |                                                          |                |                                       |                 |             |                   |
| 119 | 6          | «Тело» «The Body»                                        | Джон Дж. Грей  | Our Lady J, Брэд Фэлчак и Мэнни Кото  | 2 ноября 2022   | BATS06      | 0,19              |
| Двое мужчин находят тело в кожаном капюшоне на пляже острова Файер и звонят Патрику. Генри пристает к Джино в его квартире и угрожает ему, утверждая, что статьи Native об убийствах мешают местному бизнесу. Джино замечает, как Патрик садится в машину с Сэмом. Джино и Генри следуют за Патриком и Сэмом на остров Файер, где Патрик рассказывает, что познакомился с Сэмом в 1979 году. У них был секс втроем с молодым человеком, который в итоге задохнулся. Сэм позвонил Генри, чтобы тот избавился от тела. Генри привел с собой мистера Уайтли, чтобы расчленить труп. Патрик приходит к выводу, что сообщник Генри, должно быть, убийца из Mai Tai, отмечая точность порезов по сравнению с жертвами убийцы. Генри и Джино заманивают Уайтли в бар с предложением о работе. Внутри Генри следует за Уайтли в ванную, и Уайтли вкалывает ему в шею седативное. Джино звонит Патрику, прося о помощи. |            |                                                          |                |                                       |                 |             |                   |
| 120 | 7          | «Дозорный» «The Sentinel»                                | Пэрис Баркли   | Our Lady J и Мэнни Кото               | 9 ноября 2022   | BATS07      | 0,27              |
| Джино и Патрик входят в помещение Уайтли, на мясоперерабатывающий завод. Уитли немедленно вырубает их и приковывает наручниками к столам. Генри удается высвободить одну руку. Он признается, что знал, что Уитли был убийцей, прежде чем отпилить себе другую руку, чтобы освободить Джино. Джино освобождает Патрика, и Уитли отчаянно пытается защитить свои мотивы, прежде чем Патрик стреляет ему в голову. Наконец поймав убийцу Mai Tai, Патрик осуждает полицию Нью-Йорка в газетной статье и увольняется из полиции. Он также начинает видеть видения Барбары. Чувствуя себя все хуже и хуже, Ханна спрашивает свою мать, может ли она остаться с ней. Адам замечает Джино, что убийца все еще должен быть на свободе, учитывая, что Уитли убил всего семь человек. |            |                                                          |                |                                       |                 |             |                   |
| 121 | 8          | «Файер-Айленд» «Fire Island»                             | Дженнифер Линч | Our Lady J, Нед Мартел и Чарли Карвер | 9 ноября 2022   | BATS08      | 0,15              |
| На лодке по пути на Файер-Айленд Адам обеспокоен болезнью Тео. На острове Патрик отмахивается от беспокойства Джино об аномальных наростах на их телах. Позже у него появляется еще одно видение Барбары. Генри признается Джино, что влюблен в него. Фрэн и ее друзьям удается отбиться от Большого Папочки. Патрик стреляет Большому Папочке в голову после того, как тот нападает на Джино и Адама, но тот исчезает. Сэм подсыпает Тео наркотик в напиток и связывает его в лесу, чтобы Генри воспользовался этим; однако Большой Папочка отпугивает Генри, и души жертв геев с любовью принимают Тео. |            |                                                          |                |                                       |                 |             |                   |
| 122 | 9          | «Реквием: 1981—1987. Часть 1» «Requiem 1981/1987 Part 1» | Our Lady J     | Our Lady J                            | 16 ноября 2022  | BATS09      | 0,28              |
| В 1981 году на похоронах Тео Сэм теряет сознание и переживает ряд видений. Сначала его лечит медсестра, которая представляется ему как Билли. Затем врач, появляющийся как Тео, сообщает ему, что он умирает от пневмонии. Под руководством Тео Сэм обнаруживает других мужчин (Дэнни и Стюарта), с которыми они были; они оба умирают. Они находят Сэма в его комнате, ухудшившегося, бьющегося в конвульсиях и умирающего. Генри проводит Сэма через дальнейшие видения: он находится в клетке с Генри, являющимся его мучителем, затем позволяет ему мучить отца Сэма, первого босса Сэма и самого Сэма. На пляже Сэм снимает маску с Большого Папочки, чтобы найти прекрасного мужчину, и они обнимаются. Генри развеивает прах Сэма по пляжу. В 1987 году состояние Патрика ухудшается, и за ним ухаживает Джино. В больнице врач говорит ему, что его слепота необратима. Патрик сопровождается Барбарой через ряд видений: в 1980 году, момент, когда Патрик встречает Джино во время расследования смерти; в 1977 году поцелуй Патрика и его бывшего напарника-полицейского Стива обнаруживает Малкахи, побуждая Патрика отвергнуть его, чтобы сохранить свое прикрытие; Патрик разделывает труп под наблюдением Уитли; и детское воспоминание о том, как Патрика оскорблял гомофобный отец. В настоящем Патрик умирает, а Джино находится рядом с ним, и ему видится Кэти, напевающая у его постели, а Барбара и Большой Папочка находятся рядом. |            |                                                          |                |                                       |                 |             |                   |
| 123 | 10         | «Реквием: 1981—1987. Часть 2» «Requiem 1981/1987 Part 2» | Дженнифер Линч | Нед Мартел и Чарли Карвер             | 16 ноября 2022  | BATS10      | 0,19              |
| В 1981 году Адам приезжает в квартиру Ханны, как раз в тот момент, когда увозят ее мертвое тело. Он прослушивает ее аудиозаписи, чтобы выяснить, что произошло. Он слышит, как она сильно кашляет, что приводит его к ошибочному выводу, что на нее напали, что оспаривается коронером. Другая запись показывает, что вирус может передаваться половым путем. Адам вспоминает незащищенный половой контакт в парке с другим мужчиной и понимает, что он передал вирус Ханне, когда она была оплодотворена его спермой. Он начинает расклеивать листовки, призывающие использовать презервативы. Он навещает Кэти в бане, где она признается, что больше не будет выступать, понимая, что это больше небезопасно. Она говорит Адаму наслаждаться жизнью. В 1987 году Джино готовится произнести надгробную речь на похоронах Патрика, в присутствии их друзей и семьи Патрика. После этого Джино присоединяется к ACT UP и продолжает жить с вирусом; Далее следует монтаж (настроенный на "Radioactivity" от Kraftwerk), где Джино избегает Большого Папочки (символизирующего вирус), пока тот убивает (заражает) других членов гей-сообщества. В конечном итоге Джино умирает в 1991 году. Эпизод заканчивается тем, что Адам собирается произнести надгробную речь на похоронах Джино. |            |                                                          |                |                                       |                 |             |                   |